# Tomb Raider: Underworld
Tomb Raider Underworld is een videospel en het achtste deel van de Tomb Raider serie. De game is uitgegeven op 21 november 2008 in Nederland. In de Verenigde Staten was deze release drie dagen eerder. De game is beschikbaar voor de pc, Xbox 360, PlayStation 2, PlayStation 3 en de Wii. Lara Croft is de hoofdpersoon in dit verhaal.

## Verhaal
Het verhaal gaat verder waar Tomb Raider: Legend stopte. In deze game gaat avonturierster Lara Croft op zoek naar de Hamer van de Noorse God Thor. Ook vervolgt ze haar zoektocht naar haar verloren moeder. Het spel begint op het midden van de Middellandse Zee als Lara op zoek gaat naar een van de twee handschoenen van Thor. Ze komt in een oude ruïne terecht die bewaakt wordt door een kraken, ze doodt de kraken, pakt de handschoen van Thor, als ze de kamer uit wil lopen wordt ze neergeslagen door een huurling van Amanda Evert, als ze wakker wordt gaat ze terug naar de oppervlakte en klimt op het schip van Amanda. Ze vecht haar weg door het schip totdat ze bij een grote kamer komt waar Jaqueline Natla (de godin van Atlantis), gevangengenomen is door Amanda. Het schip begint te zinken, Lara ontsnapt en gaat naar Thailand om de tweede handschoen van Thor te halen. Daar vindt ze echter alleen maar een aanwijzing van haar vader, ze begrijpt de aanwijzing en gaat terug naar huis. Daar gaat ze de crypte onder haar huis in, daar vindt ze inderdaad de tweede handschoen. Opeens vliegt haar hele huis in de fik, de dader is Lara's dubbelganger die Natla heeft gecreëerd, die dubbelganger vermoordt ook Alister, haar vriend. In Mexico is de oude dodenstad Xibalba, daar vindt ze de riem van Thor, nu heeft ze alles om de hamer van Thor te kunnen gebruiken. In deze oude dodenstad vecht ze ook nog tegen Thralls, levende doden. Daarna gaat ze naar de Noordpool, om de hamer van Thor te halen. Ze gaat naar het Valhalla, waar ze ook tegen grote aantallen levende doden moet vechten, daar haalt ze de hamer van Thor. Ze gaat nu naar het tweede schip van Amanda en bevrijdt Natla, want die weet hoe je in Avalon komt. Ze gaan samen naar de Noordelijke IJszee, daar opent Natla de deuren naar Avalon. Lara vecht daar tegen hordes van levende doden, daar ziet ze haar moeder, die inmiddels zelf een levende dode is geworden, en Lara wil vermoorden. Natla vertelt aan Lara dat de enige reden waarom ze samen met Lara de deuren naar Avalon wilde openen is dat ze de Midgart Serpent wil ontketenen, een machine die de hele wereld kan vernietigen. Amanda helpt Lara om de Midgart Serpent te vernietigen en samen ontsnappen ze uit Avalon, maar de ruzie tussen hen is nog niet voorbij. Lara besluit het hoofdstuk van haar moeder te sluiten en door te gaan met een ander.

## Pc-specificaties
De specificaties voor Tomb Raider Underworld voor de pc zijn als volgt
| Besturingssysteem       | Windows XP / Windows Vista                        |
| CPU                     | Intel Pentium 4 3+GHz of AMD Athlon 2.5+GHz       |
| RAM                     | 1GB (Windows XP) / 2GB (Windows Vista)            |
| Videokaart              | NVIDIA GeForce 6 series 6800GT / ATI 1800XT       |
| Geluid                  | Direct X 9.0c-compatibele geluidskaart en drivers |
| Hardeschijfruimteruimte | 8 GB                                              |

De aanbevolen specificaties:
| Besturingssysteem       | Windows XP / Windows Vista                        |
| CPU                     | Intel Core 2 Duo 2.2 GHz of Athlon 64 X2 4400+    |
| RAM                     | 2 GB                                              |
| Videokaart              | NVIDIA GeForce 9800 GTX of ATI HD4800             |
| Geluid                  | Direct X 9.0c-compatibele geluidskaart en drivers |
| Hardeschijfruimteruimte | 8 GB                                              |

## Ontvangst
| Beoordeeld door             | Jaar | Platform      | Score |
| --------------------------- | ---- | ------------- | ----- |
| EL33TONLINE                 | 2008 | Xbox 360      | 100%  |
| FZ                          | 2007 | Xbox 360      | 90%   |
| allaboutgames.co.uk         | 2007 | Xbox 360      | 90%   |
| Totally Gaming Network      | 2007 | Xbox 360      | 90%   |
| Gamer 2.0                   | 2007 | Windows       | 89%   |
| V2.fi                       | 2007 | PlayStation 3 | 83%   |
| videogamer.com              | 2004 | PlayStation 3 | 80%   |
| GamingHeaven / DriverHeaven | 2007 | Xbox 360      | 80%   |
| FOK!games                   | 2007 | Xbox 360      | 80%   |
| Gamer.nl                    | 2007 | Xbox 360      | 80%   |

## Bonuscontent
Op de Xbox 360 kan de speler bonuscontent downloaden van Xbox Live, zoals nieuwe outfits, levels en picture packs. Er is een bonuslevel verschenen: "Beneath the Ashes", waarin Lara terugkeert naar het afgebrande Croft Manor.
Er is ook een tweede bonuslevel verschenen: "Lara's Shadow", in dit bonuslevel wordt gespeeld met de dubbelganger van Lara die dienstdoet voor Natla. Beide level kosten 800 Microsoft points.

## Trivia
- Het spel is opgenomen in het boek 1001 Video Games You Must Play Before You Die van Tony Mott.